# 奇旺
奇旺（？—1487年），15世紀時的卫拉特土爾扈特部首领。根据托忒文史料，土爾扈特部落最早是在奇旺帶領下加入綽羅斯部脱懽太師為首的四卫拉特聯盟，脱欢太师还将女儿嫁给其为妻（哈屯）。
根据明朝史料，1424年，顺宁王脱懽杀死贤义王太平。1426年，明宣宗封乃剌忽為賢義王，來牽制脱欢。一说奇旺就是《明实录》所记捏烈忽（意译“幼儿”，《明史》又称乃剌忽或捏列骨），父親是贤义王太平，祖父是猛可帖木儿（乌格齐·哈什哈）。或有可能先是乃剌忽继承贤义王位，在部众被脱欢吞并后，奇旺才成为土尔扈特部的首领。
按流傳至清代的托忒文《新旧土尔扈特汗诺颜世谱》，奇旺是阿木古郎（太平）之子，阿爾薩蘭之孫，王罕的曾孫。但是王罕和乌格齐·哈什哈所处时代相差二百年，世系應該有漏記。